# NGC 92
NGC 92 (PGC 1388) este o galaxie spirală situată în constelația Phoenix. Aceasta a fost descoperită de către John Herschel în 30 septembrie 1834.

## Legături externe
- NGC 92 pe spider.seds.org
- NGC 92 pe WikiSky